# Rubach (Subersach)
Der Rubach, im Mittellauf Schönbach, im Oberlauf Achbach genannt, ist ein 10,42 km langer Bach und rechter Zufluss zur Subersach. Die ersten 4,69 km fließt er in Bayern, weitere 2,21 km an der Grenze Deutschland/Österreich und danach 3,52 km in Vorarlberg.

## Geographie

### Lage

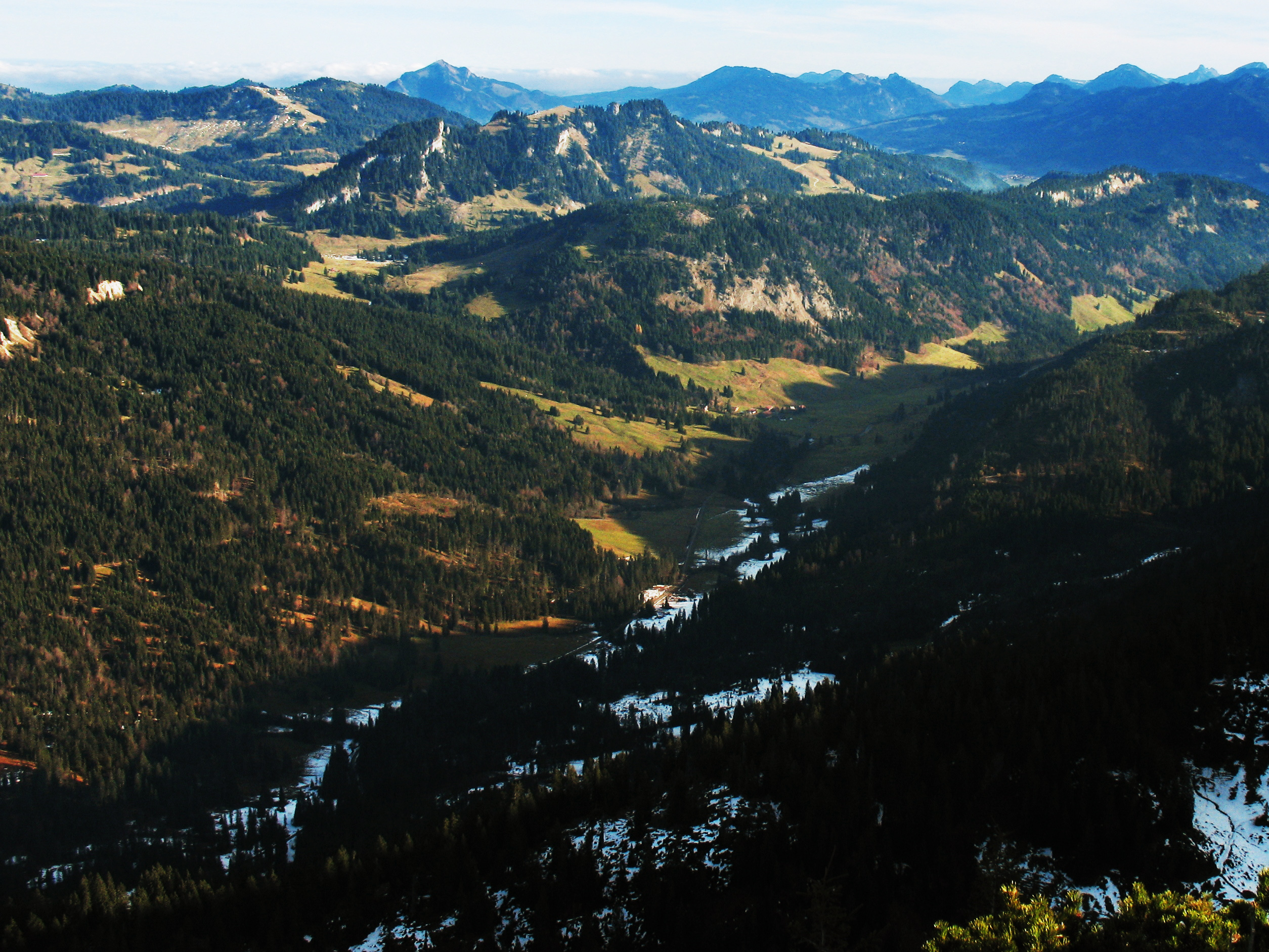
Rubachtal

Der Bach liegt in den Allgäuer Alpen und fließt vom Roormoossattel nach Österreich in den Vorderen Bregenzerwald. Er bildet zusammen mit der Starzlach einen markanten Einschnitt in die Berge, daher gilt diese Linie als Grenze zwischen den Nordwestlichen Walsertaler Bergen und den Allgäuer Voralpen westlich der Iller. Südlich liegen die Unteren Gottesackerwände des Hohen Ifen. Nördlich liegen die Flyschberge von Piesenkopf und Feuerstätterkopf.

### Bezeichnungen und Beginn des Gewässers
Die Bezeichnungen der Abschnitte sind in verschiedenen Quellen unterschiedlich, unter anderem im Verzeichnis der Bach- und Flussgebiete in Bayern, im Bayern-Atlas, im bayrischen Umweltatlas und im Vorarlberg Atlas, ebenso ist der Beginn des Gewässers unterschiedlich definiert. Das Verzeichnis der Bach- und Flussgebiete in Bayern und der Vorarlberg Atlas sehen den Beginn an der Südflanke des Piesenkopfs. Der Bayern-Atlas und der bayrische Umwelt-Atlas sehen den Beginn erst beim Rohrmoossattel. Der Abschnitt an der Grenze wird in Österreich Rubach, in Deutschland Schönbach genannt. Auch die Bezeichnungen für das Tal sind unterschiedlich, Rubachtal oder Hirschgrundtal.

### Verlauf

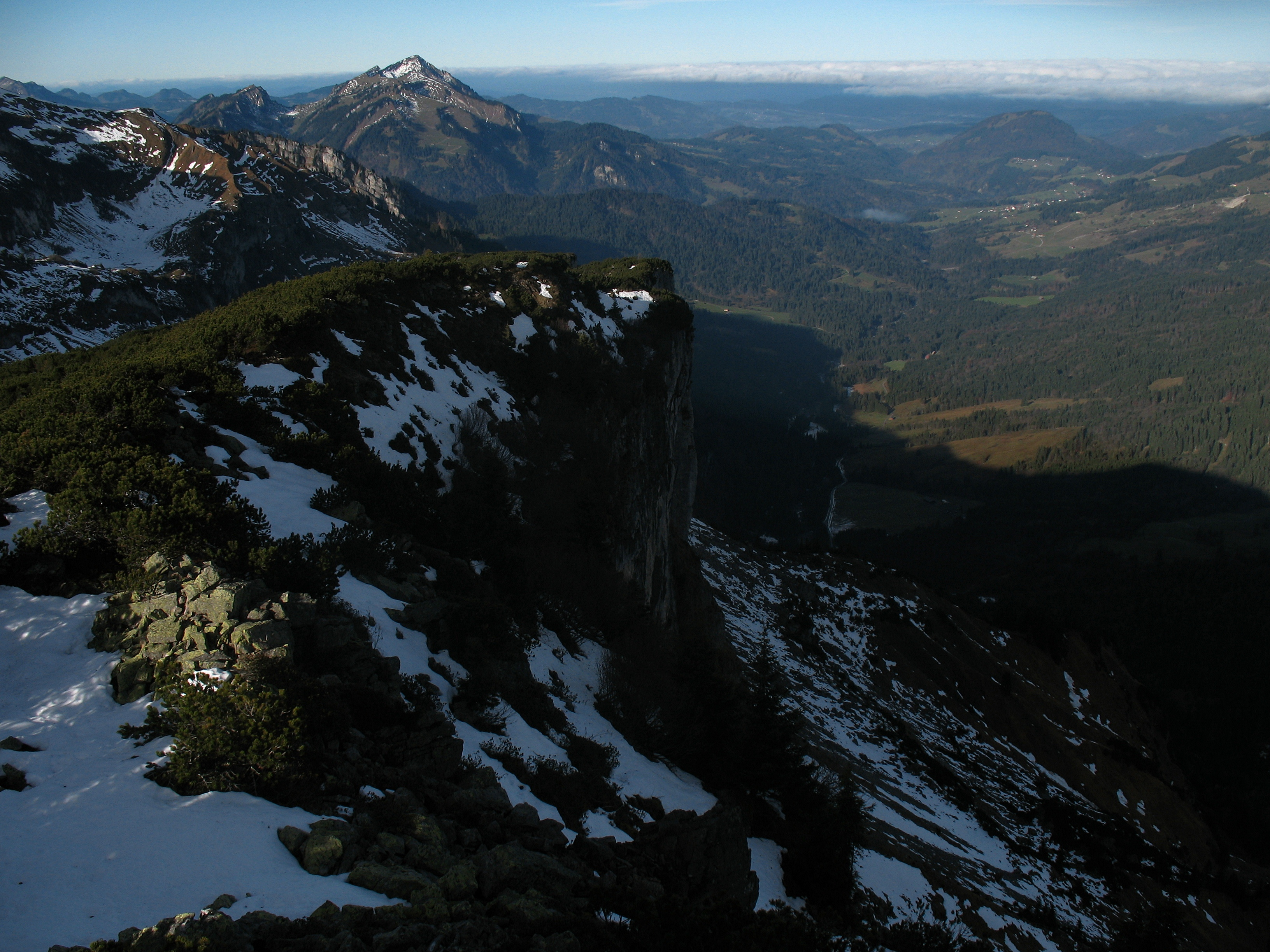
Blick von den Unteren Gottesackerwänden ins Rubachtal

Der Bach fließt in einem leichten Bogen nach Westen und mündet in der Nähe des Ortskerns von Sibratsgfäll in die Subersach. Sibratsfgäll ist der einzige Ort in diesem Tal, ansonsten befinden sich noch einige Bauernhöfe und Alpen an der Nordseite des Baches: Scheibladegg, Tieftobel und Rindberg auf österreichischer Seite, Hintere Allershauser Wiesalpe, Hirschgrund, Schrine und Aibelealpe auf deutscher Seite. Es gibt eine Straßenverbindung, die Strecke ist aber für den öffentlichen Verkehr nicht zugelassen, es gibt also keine Durchfahrt von Vorarlberg in den Oberallgäu.

### Zuflüsse
Von der Quelle zur Mündung
Schönbach
- Galtgraben (rechts), 1,9 km[6]
- Großer Graben (rechts), 1,8 km[6]
- Polusbach (links), 2,3 km, 1,76 km²

Rubach 
- Stubenwaldbach (links), 1,1 km
- Rubachergraben (Kesselguntergraben[7]) (links), 2,5 km
- Kreuzbach (rechts), 1,7 km
- Fugenbach (rechts), 4,9 km, 6,04 km²
- Wieslergraben (rechts), 2,4 km
- Steffelgraben (rechts), 1,6 km
- Rindberggraben (rechts), 0,6 km
- Gerbersgraben (rechts), 1,5 km
- Fischbach (rechts), 1,5 km
- Sägenbach (rechts), 1,8 km

## Naturschutz
Der Bach liegt zur Gänze im Naturpark Nagelfluhkette. In Deutschland gehört die gesamte linke Bachseite zum Naturschutzgebiet Hoher Ifen. Der österreichische Flusslauf bildet das Biotop Nr. 23725 mit 48,65 ha Fläche.  Im Bereich der Alpen Scheibladegg, Tieftobel und Rindberg ist das Bachbett breit mit Schotterbänken und Lavendelweidenauen und viel Schwemmholz. Seitlich befinden sich Grauerlenwälder. Im Bereich des Verlaufs an der Grenze, beim Fugenbach, bildet der Bach eine Schlucht. Seitlich entspringende kleine Sickerquellen führen zu Quellmoosbildung.
Da es keinen Durchzugsverkehr gibt, kaum Siedlungen und keine Lifte oder Schigebiete, ist das Gebiet relativ ruhig und naturbelassen.